# Jardín Geobotánico
El Jardín Geo-Botánico (en francés : Jardin géo-botanique) es un jardín botánico de 1,3 hectáreas de extensión en Chalon-sur-Saône, Francia.

## Localización
Jardin géo-botanique, 1, Place Mathias, Chalon-sur-Saône, Saône-et-Loire, Bourgogne, Francia.46°46′50″N 4°51′10″E / 46.78056, 4.85278
Se encuentra abierto a diario y la entrada es gratuita.

## Historia
En el área del embarcadero el 22 del marzo de 1951 fue plantado un cedro del Líbano en presencia del señor alcalde Ms Georges Nouelle.
El jardín fue establecido en 1953 por la Sociedad de Historia Natural y Micología de Saône-et-Loire bajo la activa dirección de su presidente, el eminente botánico Dr. Gilbert Durand donde se mostraba la geografía del reino vegetal, ligada de cerca al reino mineral.
El departamento de los parques de la ciudad de Chalon-sur-Saône se hizo cargo de su mantenimiento desde 1959 a 1981, y desde 1981 hasta actualmente.

## Colecciones
Actualmente el jardín alberga 600 taxones de plantas que se exhiben en 8 áreas determinadas, incluyendo: 
- Jardín acuático,
- Colección de plantas de terrenos calcáreos,
- Colección de plantas de terrenos graníticos,
- Humedal,
- Pinar,
- Colección de plantas de La Provenza,
- Jardín de plantas aromáticas y medicinales,
- Colección de plantas perennes.

Mantiene una colección de fuchsia con 162 variedades 